# Operation Free Shingal
Die militärische Offensive Operation Free Shingal war eine von den kurdischen Peschmerga angeführte militärische Mission mit dem Ziel, die Stadt Shingal von der Terrororganisation Islamischer Staat zu befreien. Die Schlacht begann in der Nacht vom 11. November auf den 12. November 2015. Die Truppenstärke der Peschmerga während der Offensive wird mit 7.500 bis 20.000 angegeben.
Am 13. November um 13:05 UTC wurde von Masud Barzani (ehemaliger Präsident der autonomen Region Kurdistan), über Twitter der Sieg in Shingal erklärt.